# Bisdom Boac
Het bisdom Boac (Latijn: Dioecesis Boacensis) is een rooms-katholiek bisdom met als zetel Boac, op de Filipijnen. Het bisdom is suffragaan aan het aartsbisdom Lipa. 

## Geschiedenis
Het bisdom werd opgericht op 2 april 1977, uit delen van het bisdom Lucena. 

## Parochies
Het bisdom had in 2022 een oppervlakte van 960 km2 en telde 291.438 inwoners waarvan 88,0% rooms-katholiek was.

## Bisschoppen
- Rafael Montiano Lim (26 januari 1978 - 10 september 1998)
- José Francisco Oliveros (2 februari 2000 - 14 mei 2004)
- Reynaldo Gonda Evangelista (11 december 2004 - 8 april 2013)
- Marcelino Antonio Malabanan Maralit (31 december 2014 - 21 september 2024)
- sedisvacatie

## Galerij van afbeeldingen

Wapen van het bisdom
Bisschop Marcelino Antonio Malabanan Maralit (2014-2024)
Bisschop Reynaldo Gonda Evangelista (2004-2013)
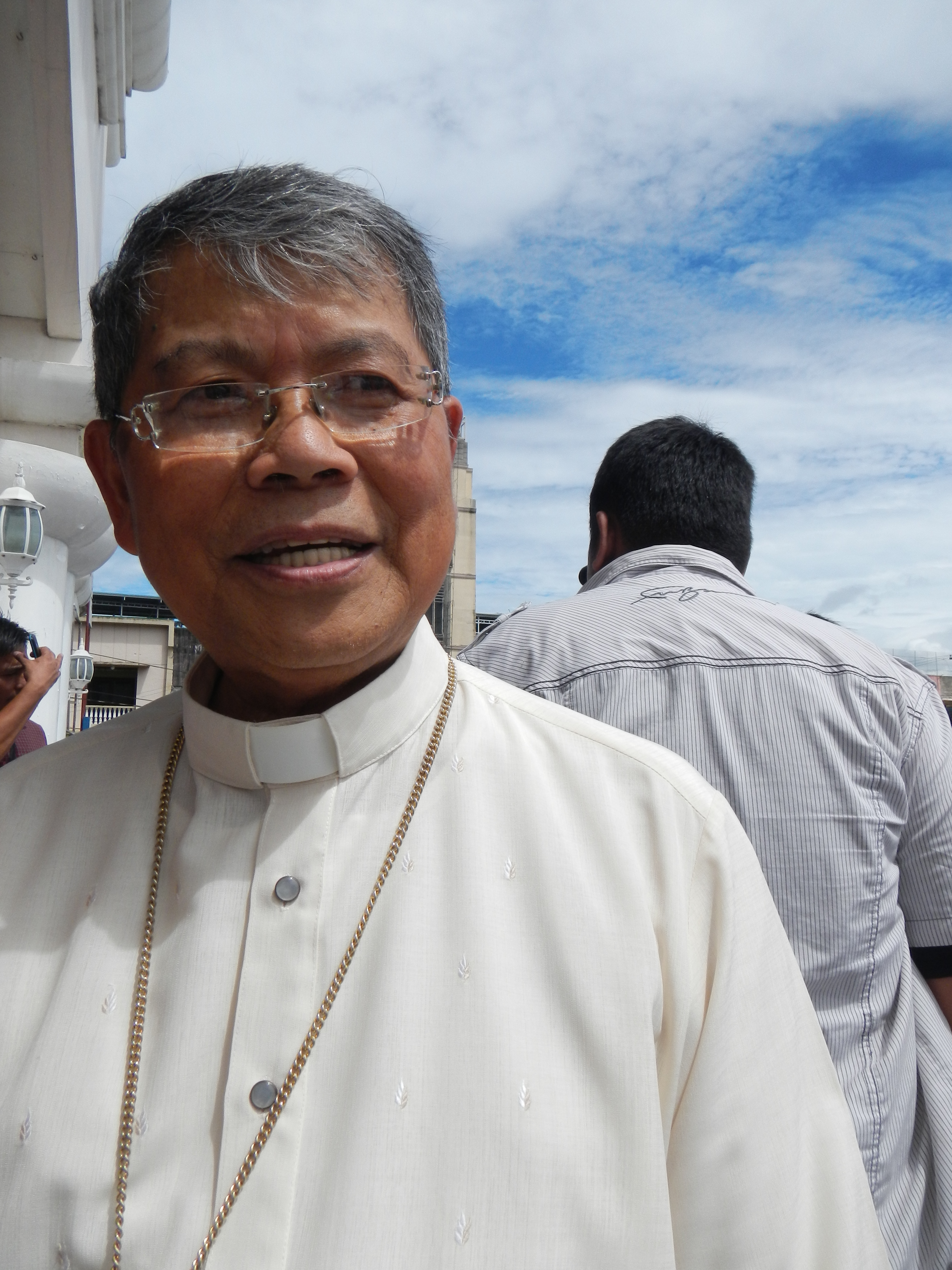
Bisschop José Francisco Oliveros (2000-2004)

Lipa (aartsbisdom) · Boac · Gumaca · Infanta (territoriale prelatuur) · Lucena